# Daley Sinkgraven
Daley Sinkgraven (Assen, 4 juli 1995) is een Nederlands voetballer die voornamelijk als aanvallende linksback speelt. In februari 2025 verruilde hij Las Palmas voor Fortuna Sittard. Hij is een zoon van oud-profvoetballer Harry Sinkgraven.

## Clubcarrière

### sc Heerenveen
Sinkgraven begon met voetbal bij VV Beilen toen hij 3 jaar was. Kort daarna verhuisde Sinkgraven en ging hij voetballen bij MVV Alcides in Meppel. Vanaf de D-jeugd speelde Sinkgraven in de jeugdacademie van sc Heerenveen. Op 18 januari 2014 debuteerde hij in de Eredivisie tegen Roda JC. Hij kwam in de extra tijd in het veld als vervanger voor Hakim Ziyech. Eén week later mocht hij opnieuw invallen, ditmaal in de uitwedstrijd tegen SC Cambuur. Op 28 maart 2014 werd zijn contract met twee seizoenen verlengd.

### Ajax

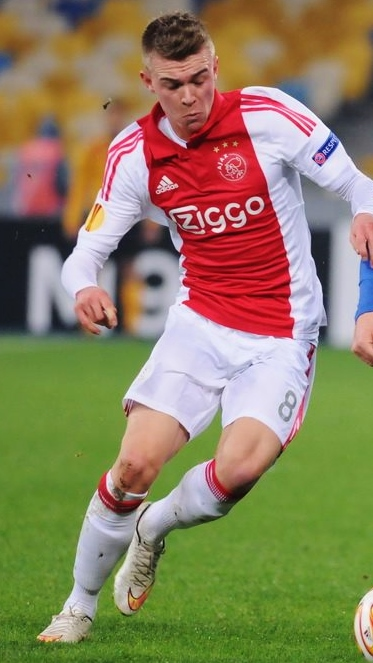
Sinkgraven spelend voor Ajax (2015)

Nadat AFC Ajax, zonder succes, tijdens de zomertransferperiode Sinkgraven probeerde over te nemen van sc Heerenveen, maakte hij een half jaar later wel de overstap. Op 30 januari 2015 werd bekend dat Ajax een overeenstemming met sc Heerenveen had bereikt over een overgang, waarmee zo'n 7 miljoen euro gemoeid was. Sinkgraven tekende in Amsterdam een contract voor 4,5 jaar, met een optie voor een jaar extra. Zijn officiële debuut maakte Sinkgraven op 5 februari 2015 in de competitie thuiswedstrijd tegen AZ die met 1-0 werd verloren. Sinkgraven kreeg de voorkeur op het middenveld boven Lucas Andersen. Zijn Europese debuut maakte Sinkgraven tegen Legia Warschau in de met 1-0 gewonnen wedstrijd in de UEFA Europa League.
Na de wedstrijd tegen Celtic op 17 september 2015, waarin hij een persoonlijke fout maakte waaruit een tegengoal viel, raakte hij zijn basisplaats kwijt aan Nemanja Gudelj. Een paar weken eerder ging hij ook al in de fout tijdens het voorronde Champions League duel met Rapid Wien. In zijn eerste volledige seizoen bij Ajax kwam hij tot 24 officiële wedstrijden waarin hij niet wist te scoren.
Onder de nieuwe trainer Peter Bosz kreeg Sinkgraven een basisplaats tijdens de eerste wedstrijd in het Eredivisie-seizoen 2016/17. Op 7 augustus 2016 opende Ajax het nieuwe seizoen met een 3-1 overwinning bij promovendus Sparta Rotterdam. Na 54 minuten was Sinkgraven met zijn eerste officiële doelpunt voor Ajax verantwoordelijk voor de 2-1. Hij gaf tien minuten later ook de assist op de 3-1 van Mateo Cassierra. Dit zou het begin zijn van een goede periode voor Sinkgraven, waarin hij veel speelde. In een bekerwedstrijd tegen Willem II op 21 september 2016 mocht Sinkgraven, die het seizoen was begonnen als linksbuiten, als experiment aantreden als linksachter. In november stelde Bosz dat dit experiment geslaagd was en Sinkgraven zich moest focussen op de linksachterpositie. Tijdens dit seizoen werd Sinkgraven ook vaak als linksback ingezet in de Europa League. Tijdens de wedstrijd van Ajax tegen Schalke 04 op 13 april 2017, raakte hij geblesseerd aan zijn linkerknie. Deze blessure beëindigde zijn goede periode, en zorgt ervoor dat hij het einde van het seizoen miste, waaronder de Europa League finale tegen Manchester United.
Sinkgraven maakte een half jaar later, in oktober 2017, zijn rentree in de hoofdmacht, maar liep een maand later opnieuw een zware blessure op aan zijn linkerknie. Hierdoor bleef zijn inbreng in seizoen 2017/18 beperkt tot negen wedstrijden.
Door de hardnekkige knieblessure maakte hij pas in december 2018 een voorzichtige rentree. In december 2018 werd zijn contract verlengd tot de zomer van 2020. Op 20 januari maakt hij zijn rentree in de Eredivisie. Door een blessure van Tagliafico startte hij als linksback in de basis tegen Heerenveen. Door blessures bij andere spelers speelde hij ook een groot deel van de gewonnen uitwedstrijd tegen Juventus in de kwartfinale van de Champions League. Sinkgraven kreeg ook speeltijd in de door Ajax verloren halve finale van de Champions League tegen Tottenham Hotspur. Sinkgraven wint met Ajax de dubbel, en daarmee zijn eerste prijzen.

### Bayer Leverkusen
Mede doordat Nicolás Tagliafico had besloten nog minimaal een jaar bij Ajax te blijven, werd de kans op speeltijd voor Sinkgraven klein. Peter Bosz, in zijn tijd als Ajax trainer zeer gecharmeerd van Sinkgraven, overtuigde Sinkgraven in juni 2019 naar Bayer Leverkusen te gaan. Ajax ontving een afkoopsom van om en nabij de 5 miljoen euro en Sinkgraven verkaste naar de Bundesliga. Tijdens de eerste seizoenshelft bleef zijn speeltijd beperkt door een hamstringblessure én de concurrentie van Wendell. Wel kwam hij in actie in de UEFA Champions League tegen Juventus. Na de winterstop wist hij een basisplaats te verwerven.

### Las Palmas
Op 11 juli 2023 tekende Sinkgraven een tweejarig contract bij het net naar de Primera División gepromoveerde Las Palmas. Op 12 augustus maakte hij zijn debuut, tegen RCD Mallorca (1-1). Hij moest het doen met veelal invalbeurten en af en toe een basisplek. 

### Fortuna Sittard
In februari 2025 keerde Sinkgraven terug naar de Eredivisie, bij Fortuna Sittard. Hij maakte zijn debuut op 9 februari, tegen zijn oude club Ajax. Hij kwam in de 77e minuut in de ploeg voor Ryan Fosso.

## Interlandcarrière

### Jeugdelftallen
Als jeugdinternational kwam Sinkgraven uit voor de nationale elftallen voor spelers onder 17, 18, 19 en 21 jaar.
Op 29 augustus 2014 maakte Jong Oranje-coach Adrie Koster bekend dat Sinkgraven behoorde tot de 22-koppige voorselectie van Jong Oranje voor de EK-kwalificatiewedstrijden met Jong Georgië en Jong Slowakije. Hij debuteerde op 8 september 2014 in de EK-kwalificatiewedstrijd tegen Jong Slowakije die met 1-0 werd verloren. Sinkgraven kwam na 77 minuten spelen in de ploeg voor Jorrit Hendrix.
| Jeugdinterlands van Daley Sinkgraven | Jeugdinterlands van Daley Sinkgraven | Jeugdinterlands van Daley Sinkgraven | Jeugdinterlands van Daley Sinkgraven | Jeugdinterlands van Daley Sinkgraven | Jeugdinterlands van Daley Sinkgraven |
| Team (№ interlands)                  | Datum                                | Wedstrijd                            | Uitslag                              | Soort Wedstrijd                      | Goals                                |
| Als speler bij sc Heerenveen         | Als speler bij sc Heerenveen         | Als speler bij sc Heerenveen         | Als speler bij sc Heerenveen         | Als speler bij sc Heerenveen         | Als speler bij sc Heerenveen         |
| ------------------------------------ | ------------------------------------ | ------------------------------------ | ------------------------------------ | ------------------------------------ | ------------------------------------ |
| Onder 17 (1.)                        | 2 februari 2012                      | Nederland - Frankrijk                | 1 – 0                                | XXXV Torneio Int. do Algarve '12     |                                      |
| Onder 17 (2.)                        | 6 februari 2012                      | Portugal - Nederland                 | 2 – 0                                | XXXV Torneio Int. do Algarve '12     |                                      |
| Onder 17 (3.)                        | 29 februari 2012                     | België - Nederland                   | 1 – 2                                | Vriendschappelijk                    |                                      |
| Onder 18 (1.)                        | 15 oktober 2012                      | Nederland - Oostenrijk               | 0 – 2                                | Vriendschappelijk                    |                                      |
| Onder 18 (2.)                        | 14 november 2012                     | Nederland - Turkije                  | 1 – 4                                | Vriendschappelijk                    |                                      |
| Onder 19 (1.)                        | 5 maart 2014                         | Nederland - Spanje                   | 2 – 1                                | Vriendschappelijk                    |                                      |
| Onder 21 (1.)                        | 8 september 2014                     | Nederland – Slowakije                | 0 – 1                                | EK kwalificatie 2015                 |                                      |
| Onder 21 (2.)                        | 9 oktober 2014                       | Nederland – Portugal                 | 0 – 2                                | EK kwalificatie 2015                 |                                      |
| Onder 21 (3.)                        | 13 november 2014                     | Duitsland – Nederland                | 3 – 1                                | Vriendschappelijk                    |                                      |
| Als speler bij Ajax                  |                                      |                                      |                                      |                                      |                                      |
| Onder 21 (4.)                        | 11 oktober 2015                      | Nederland – Slowakije                | 1 – 3                                | EK kwalificatie 2017                 |                                      |
| Onder 21 (5.)                        | 25 maart 2016                        | Noorwegen – Nederland                | 0 – 1                                | Vriendschappelijk                    |                                      |

## Carrièrestatistieken
| Seizoen         | Club             | Land               | Competitie      | Competitie | Competitie | Beker | Beker | Internationaal | Internationaal | Overig | Overig | Totaal | Totaal |
| Seizoen         | Club             | Land               | Competitie      | Wed.       | Dlp.       | Wed.  | Dlp.  | Wed.           | Dlp.           | Wed.   | Dlp.   | Wed.   | Dlp.   |
| --------------- | ---------------- | ------------------ | --------------- | ---------- | ---------- | ----- | ----- | -------------- | -------------- | ------ | ------ | ------ | ------ |
| 2013/14         | sc Heerenveen    | Vlag van Nederland | Eredivisie      | 15         | 0          | 0     | 0     | —              | —              | 2      | 0      | 17     | 0      |
| 2014/15         | sc Heerenveen    | Vlag van Nederland | Eredivisie      | 20         | 4          | 1     | 0     | —              | —              | —      | —      | 21     | 4      |
| 2014/15         | Ajax             | Vlag van Nederland | Eredivisie      | 10         | 0          | 0     | 0     | 4              | 0              | 0      | 0      | 14     | 0      |
| 2015/16         | Ajax             | Vlag van Nederland | Eredivisie      | 16         | 0          | 2     | 0     | 6              | 0              | —      | —      | 24     | 0      |
| 2015/16         | Jong Ajax        | Vlag van Nederland | Eerste divisie  | 5          | 1          | –     | –     | –              | –              | –      | –      | 5      | 1      |
| 2016/17         | Ajax             | Vlag van Nederland | Eredivisie      | 24         | 1          | 1     | 0     | 7              | 0              | —      | —      | 32     | 1      |
| 2017/18         | Ajax             | Vlag van Nederland | Eredivisie      | 4          | 0          | 1     | 0     | 0              | 0              | —      | —      | 5      | 0      |
| 2017/18         | Jong Ajax        | Vlag van Nederland | Eerste divisie  | 4          | 0          | –     | –     | –              | –              | –      | –      | 4      | 0      |
| 2018/19         | Ajax             | Vlag van Nederland | Eredivisie      | 9          | 0          | 0     | 0     | 2              | 0              | —      | —      | 11     | 0      |
| 2019/20         | Bayer Leverkusen | Vlag van Duitsland | Bundesliga      | 13         | 0          | 2     | 0     | 6              | 0              | —      | —      | 21     | 0      |
| 2020/21         | Bayer Leverkusen | Vlag van Duitsland | Bundesliga      | 22         | 0          | 1     | 0     | 4              | 0              | —      | —      | 27     | 0      |
| 2021/22         | Bayer Leverkusen | Vlag van Duitsland | Bundesliga      | 12         | 0          | 2     | 0     | 4              | 0              | —      | —      | 18     | 0      |
| 2022/23         | Bayer Leverkusen | Vlag van Duitsland | Bundesliga      | 12         | 0          | 0     | 0     | 0              | 0              | —      | —      | 12     | 0      |
| 2023/24         | UD Las Palmas    | Vlag van Spanje    | La Liga         | 10         | 0          | 2     | 0     | 0              | 0              | 0      | 0      | 12     | 0      |
| 2024/25         | UD Las Palmas    | Vlag van Spanje    | La Liga         | 2          | 0          | 1     | 0     | 0              | 0              | 0      | 0      | 3      | 0      |
| 2024/25         | Fortuna Sittard  | Vlag van Nederland | Eredivisie      | 2          | 0          | 0     | 0     | 0              | 0              | 0      | 0      | 2      | 0      |
| Carrière totaal | Carrière totaal  | Carrière totaal    | Carrière totaal | 182        | 6          | 13    | 0     | 33             | 0              | 2      | 0      | 230    | 6      |

Bijgewerkt t/m 26 februari 2025.

## Erelijst
Als speler
| Eredivisie | 1x | 2018/19 |
| KNVB beker | 1x | 2018/19 |